# Tecolotito
Tecolotito è un census-designated place (CDP) della contea di San Miguel, Nuovo Messico, Stati Uniti. La popolazione era di 232 abitanti al censimento del 2010. "Tecolotito" è una parola che deriva dalla lingua nahuatl. Adattata in spagnolo significa "civetta".

## Geografia fisica
Secondo l'Ufficio del censimento degli Stati Uniti, ha una superficie totale di 0,71 mi² (1,84 km²). È situata vicino all'incrocio tra il fiume Pecos e il Tecolote Creek. La New Mexico State Road 386 passa attraverso la comunità.

## Società

### Evoluzione demografica
Secondo il censimento del 2010, la popolazione era di 232 abitanti.